# Gertrude Käsebier

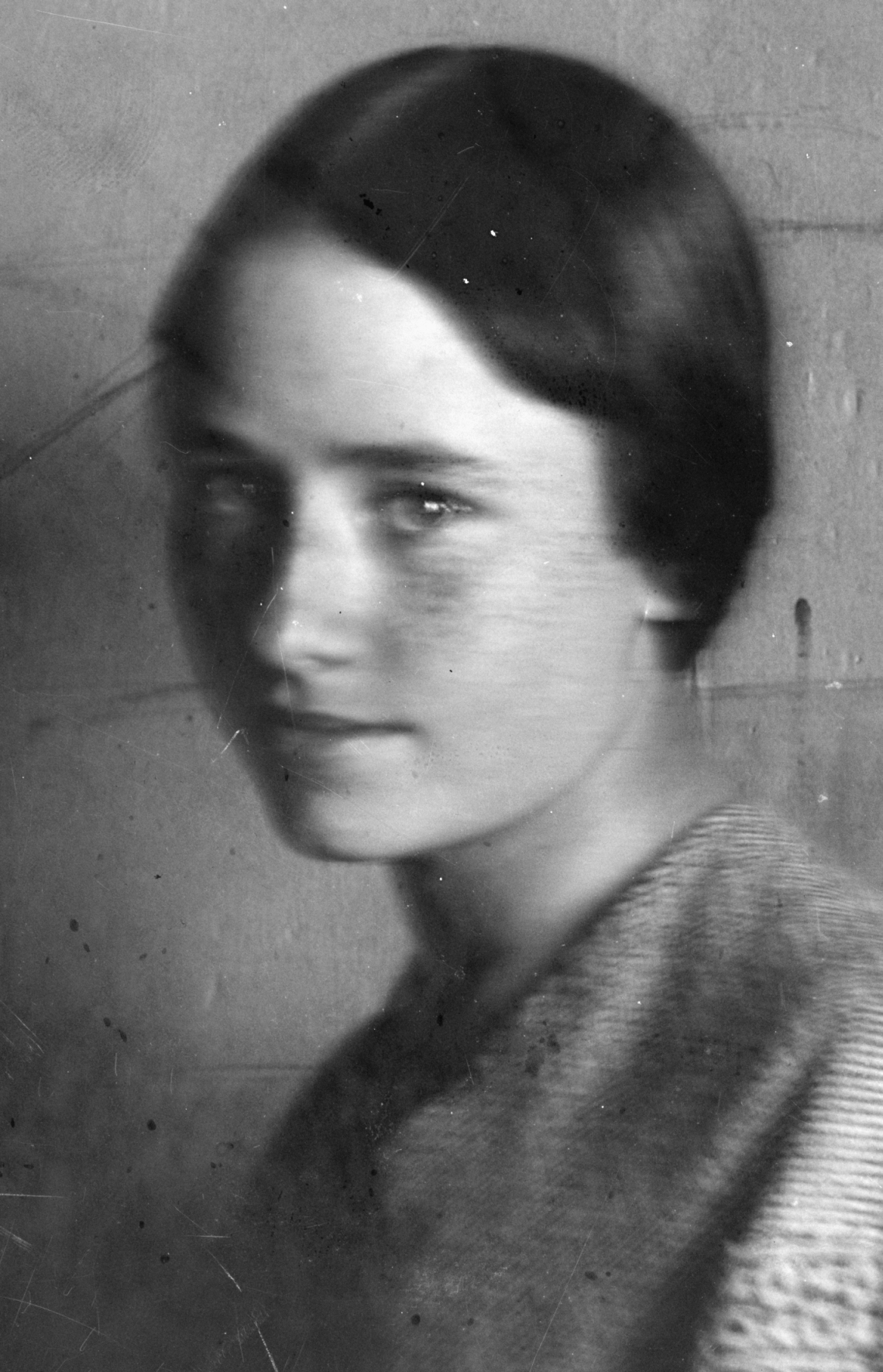
Gertrude Käsebier, 1894

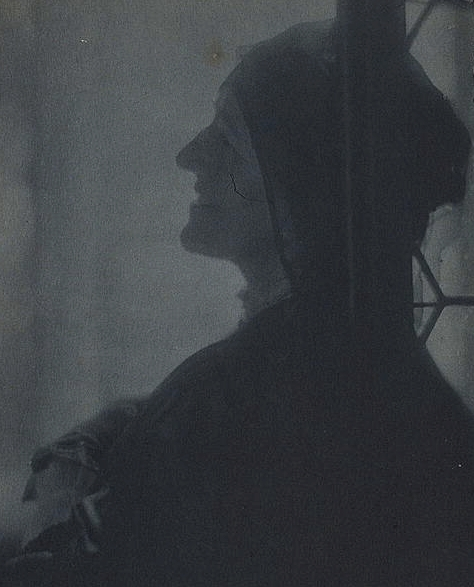
Käsebier, 1905, De Meyer

Gertrude Käsebier, geboren Stanton (Des Moines, Iowa, 18 mei 1852 – New York, 13 oktober 1934) was een Amerikaans fotografe. Ze wordt gerekend tot de stroming van het picturalisme.

## Leven en werk
Gertrudes vader, John W. Stanton, was een pionier in het Westen van Amerika in het midden van de 19e eeuw en later de eerste burgemeester van het goudzoekersstadje Golden (Colorado). Na zijn dood in 1864 verhuisde het gezin Stanton naar New York.
Gertrude huwde in 1874 de welgestelde zakenman Käsebier. Ze begon pas op relatief late leeftijd te fotograferen, eigenlijk pas nadat ze in rond 1890 portretten begon te maken van haar drie kinderen. In 1894 reisde ze naar Duitsland om zich daar verder te bekwamen in de fotokunst. In 1897 opende ze een fotoatelier in New York.
Käsebier maakte snel naam als portretfotografe, van diverse aard: aanvankelijk vaak van familietaferelen, maar bijvoorbeeld ook van inlandse indianen, later steeds meer in opdracht, ook van bekende personen. In 1898 had ze een succesvolle expositie in de New Yorkse Camera Club. Haar foto The Manger leverde tijdens een tentoonstelling rond de eeuwwisseling het toen onwaarschijnlijk hoge bedrag van 100 dollar op.
Ze werd als eerste vrouw lid van de fotografie-verenigingen Photo-Secession en de Linked Ring. In 1903 publiceerde Alfred Stieglitz een zestal foto’s van haar in de eerste edities van het bekende kunstzinnige fototijdschrift Camera Work.
Käsebier werd vooral geroemd om de expressie van individuele personen die ze wist te vangen in haar foto’s. Een belangrijk thema in haar werk is het moederschap. Ze geldt als een van de belangrijkste vertegenwoordigers van het pictorialisme.
Käsebier werd voorts geroemd als een voor haar tijd ongewoon zelfstandige en ondernemende vrouw. Na de dood van haar man bouwde ze haar studio uit tot een klein foto-imperium en toonde ze zich een opvallend goede zakenvrouw. Veel vrouwelijke fotografen in de twintigste eeuw lieten zich door haar inspireren.

## Galerij

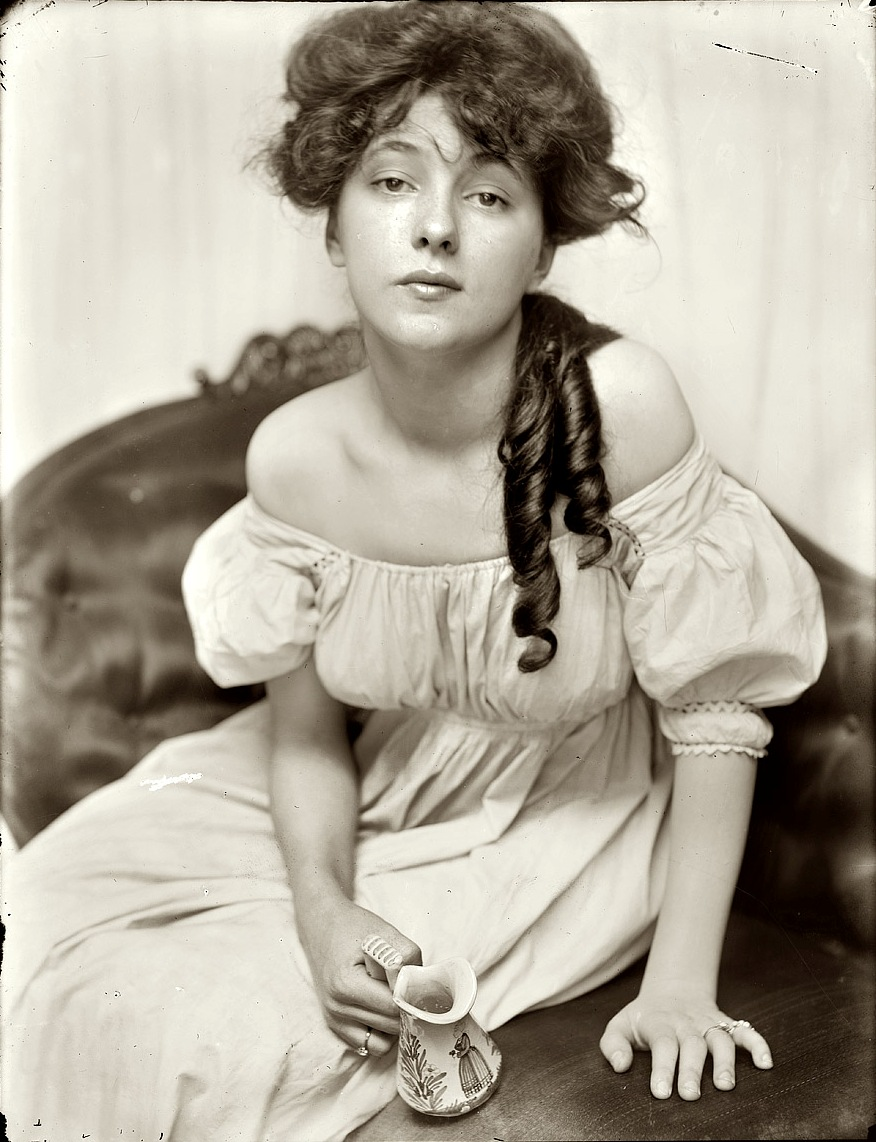
Miss N (Evelyn Nesbit), 1903
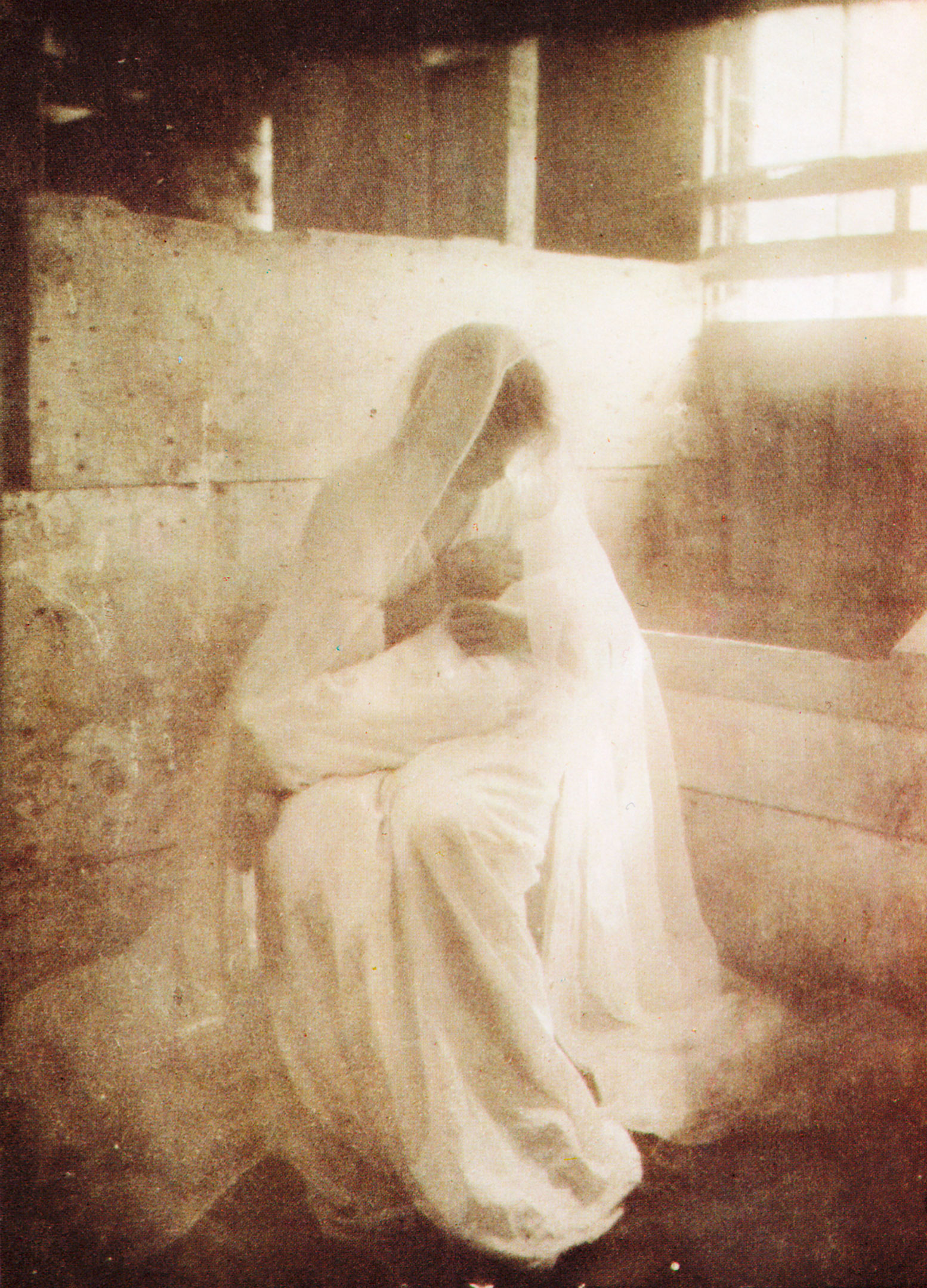
The Manger, ca.1899
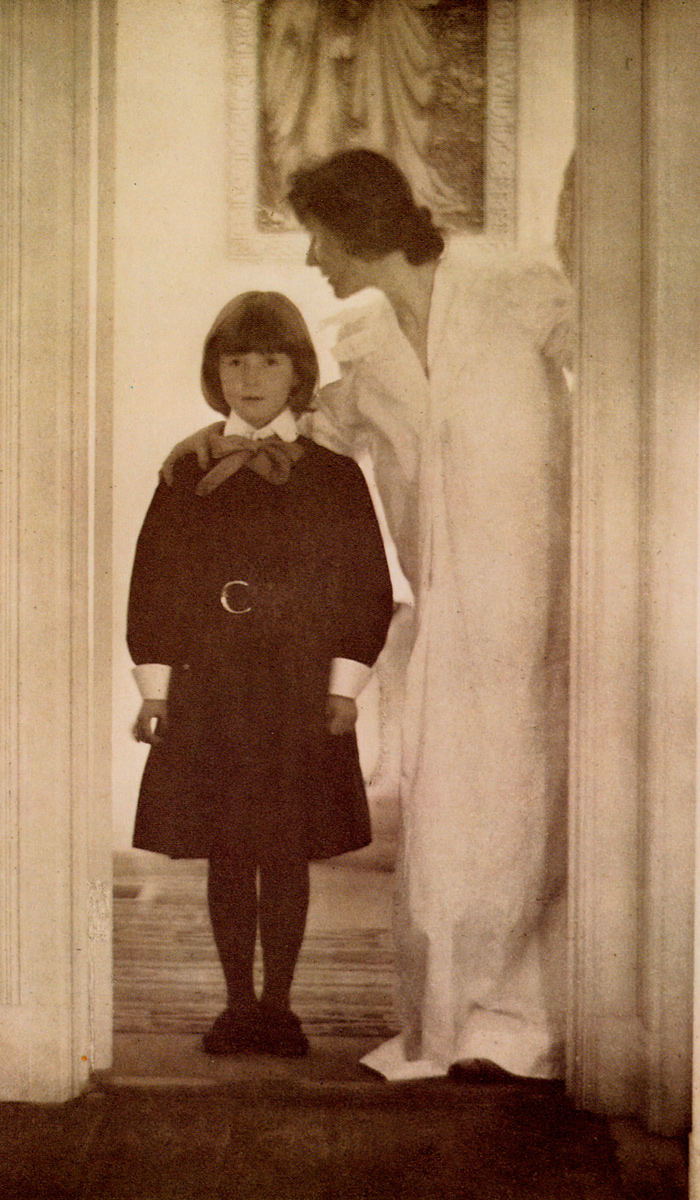
Blessed Art Thou among Women, ca.1899
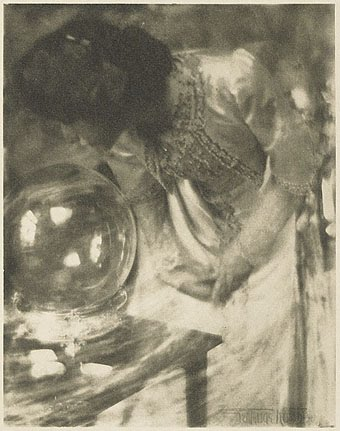
The Christal Gazer, 1904
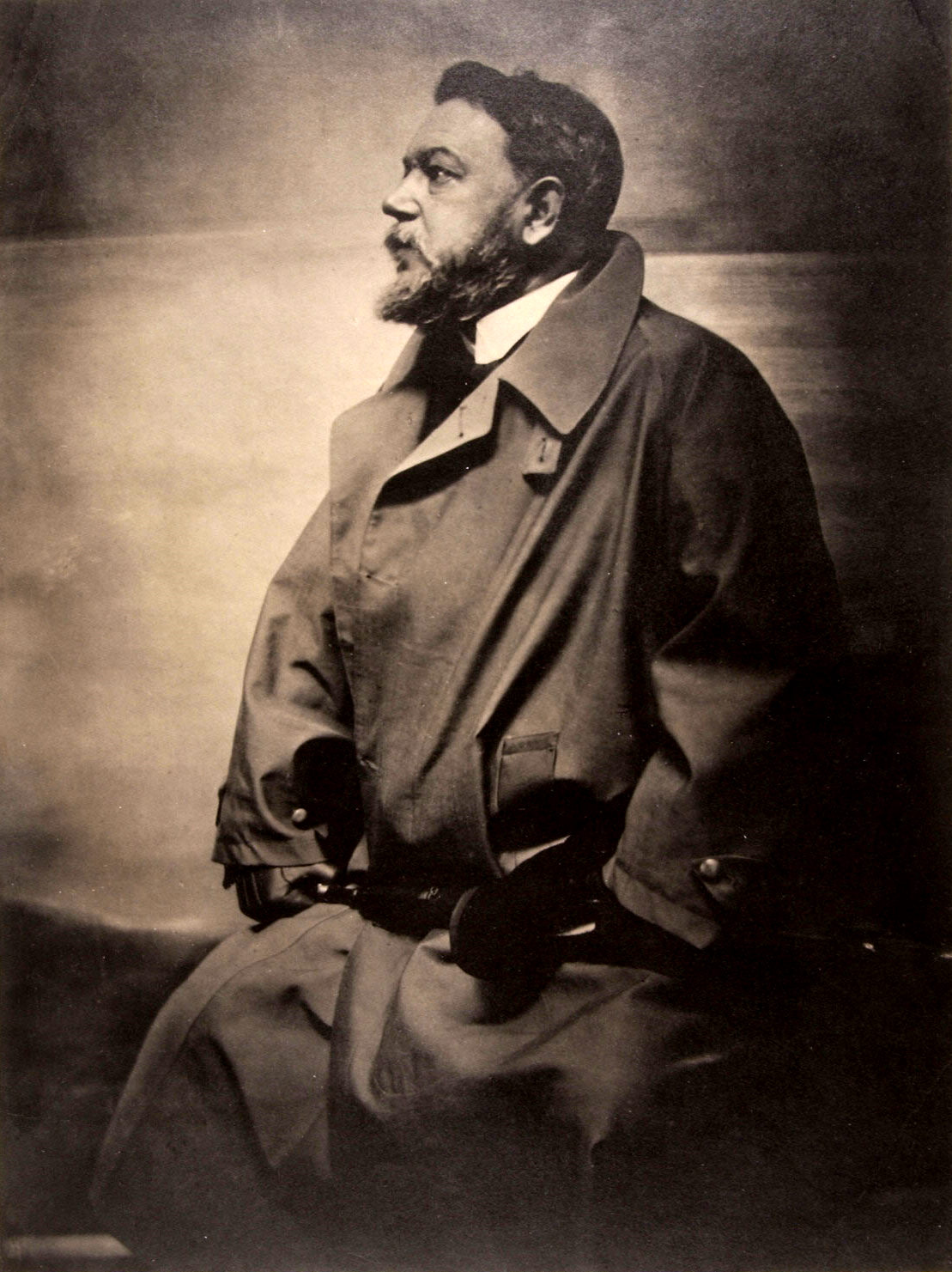
Joaquin Sorolla, 1905
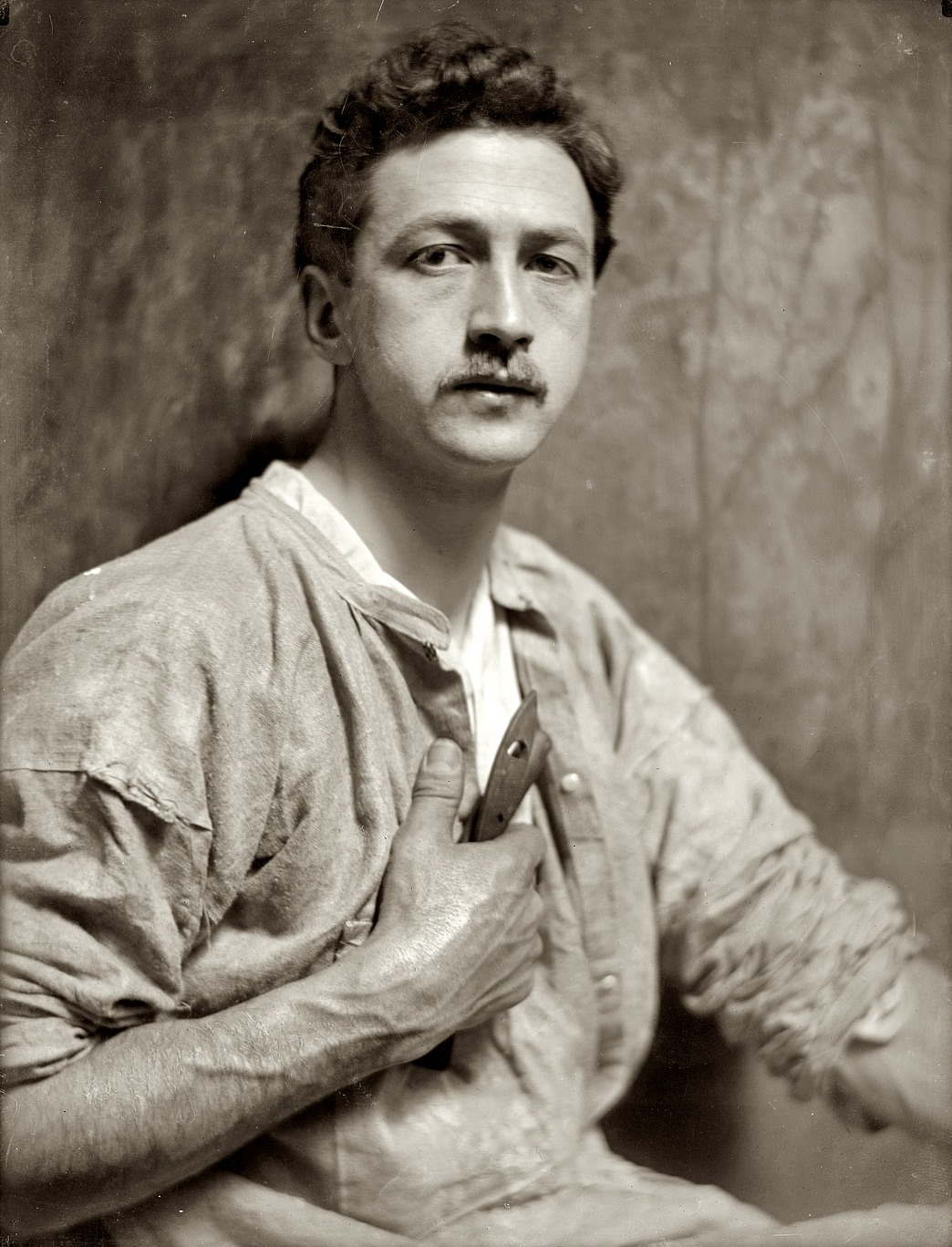
Chester Beach, 1910
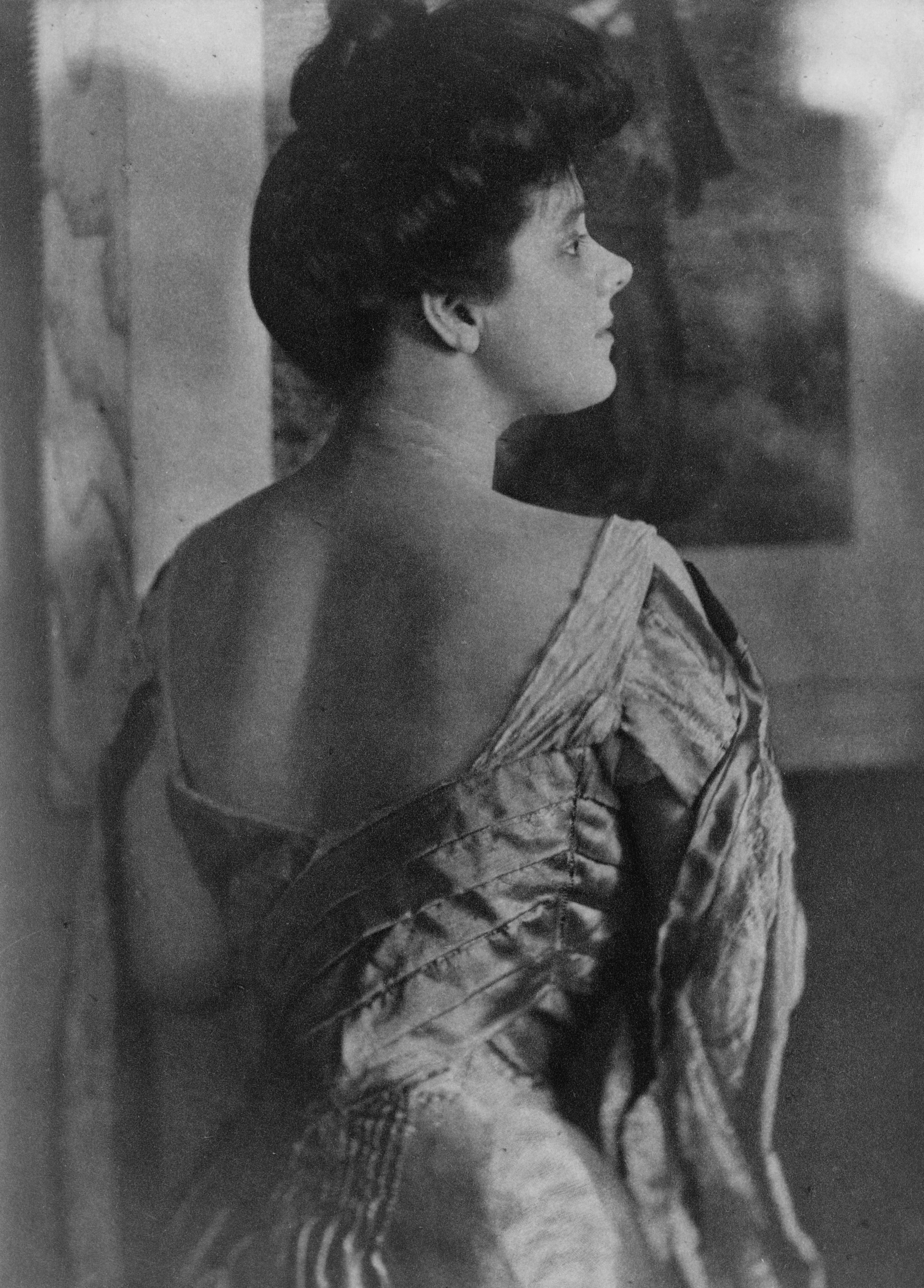
Rita de Acosta Lydig, 1905
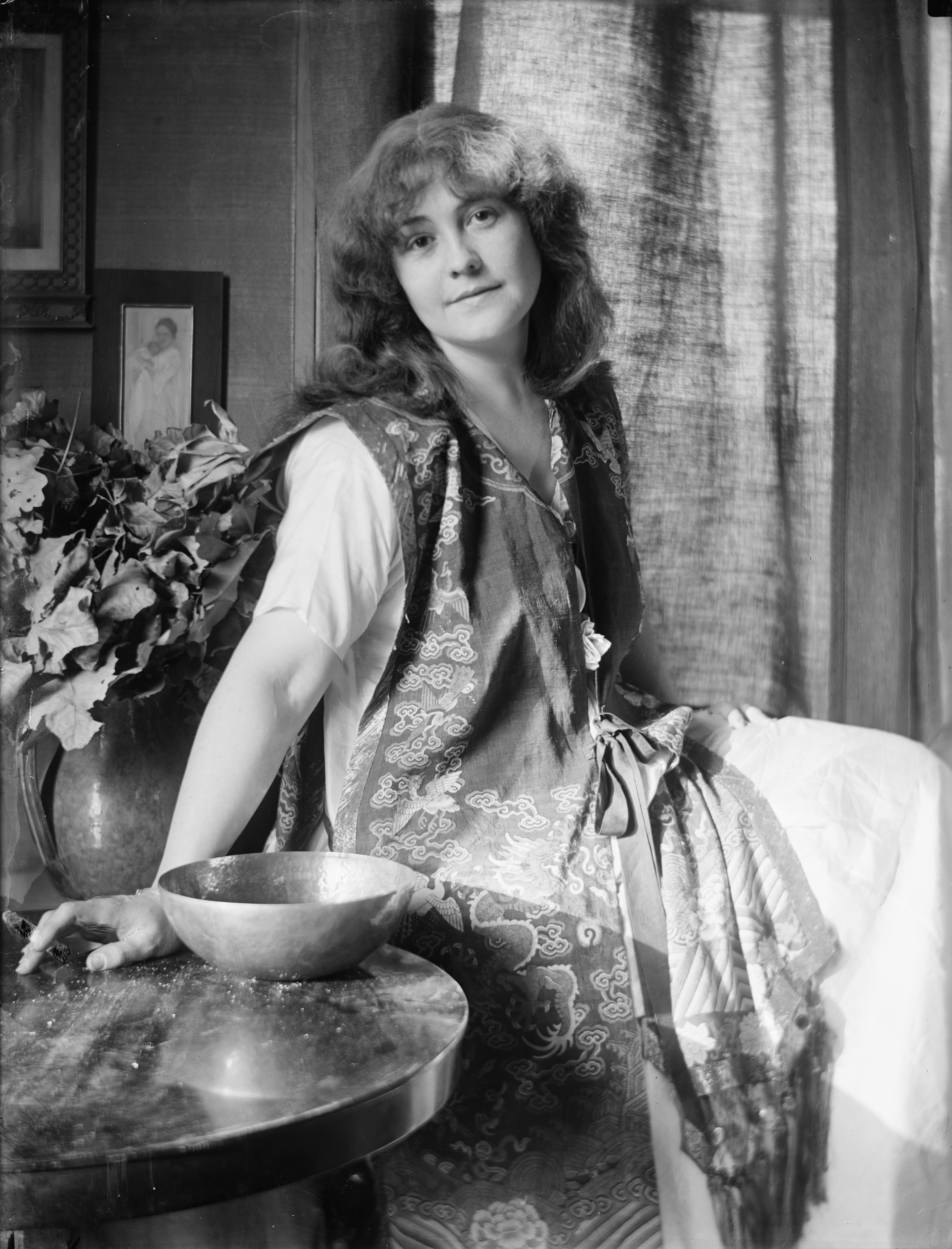
Rose O'Neill, ca.1907
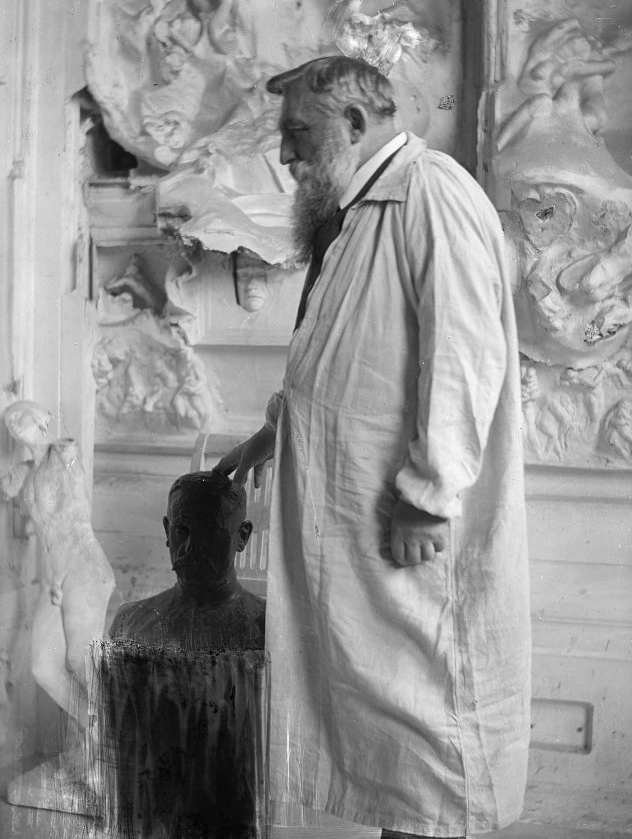
Auguste Rodin, 1905
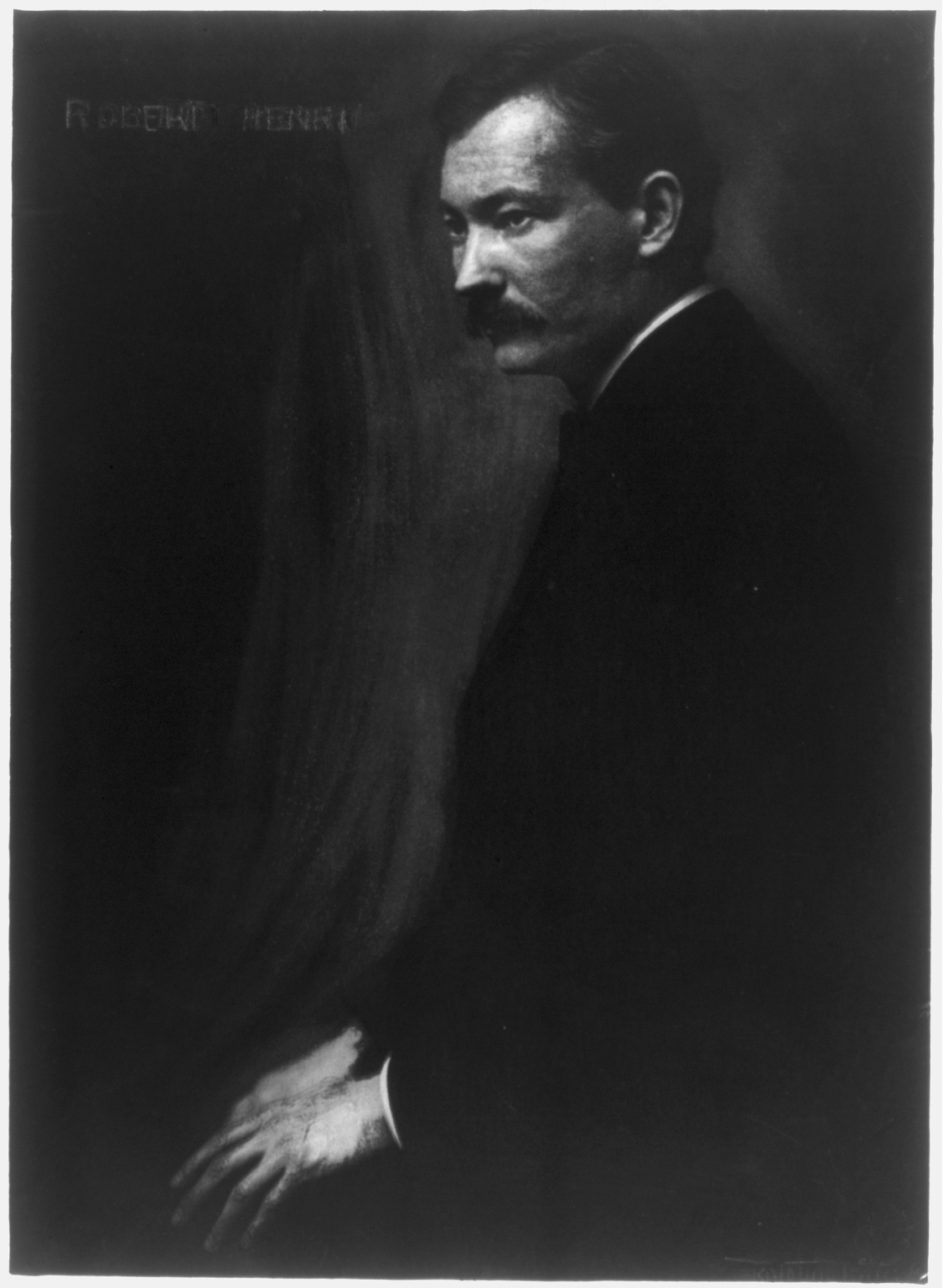
Portrait of Robert Henri, ca.1907
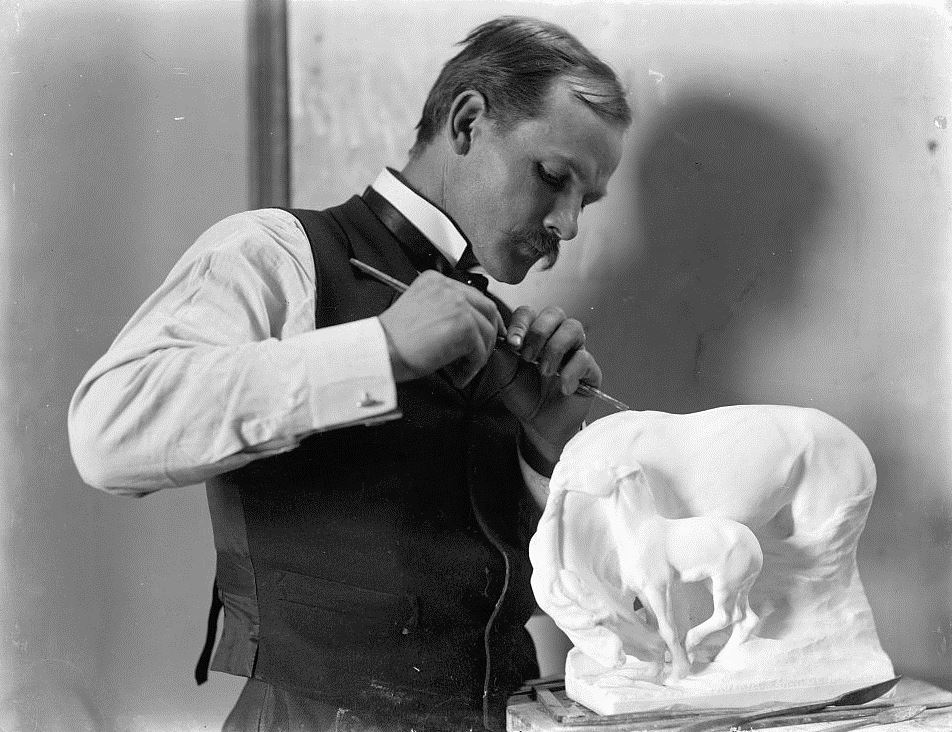
Solon Borglum, 1902
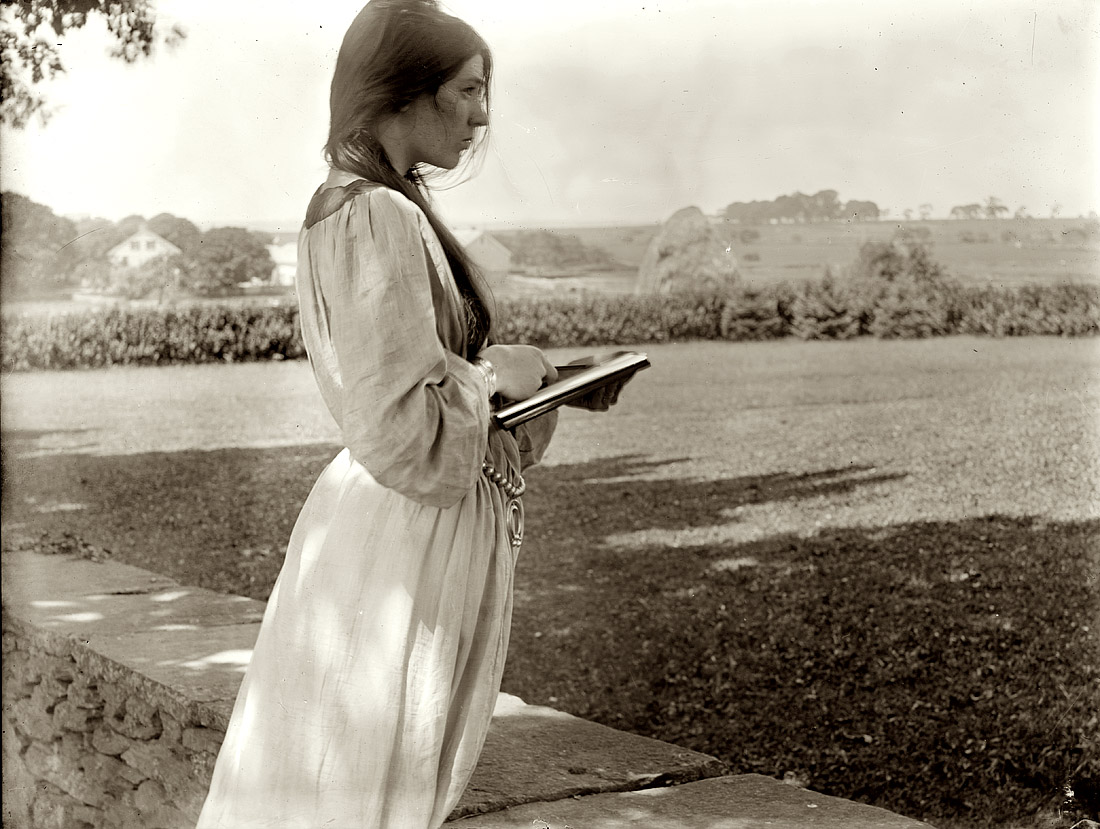
The sketch, 1902
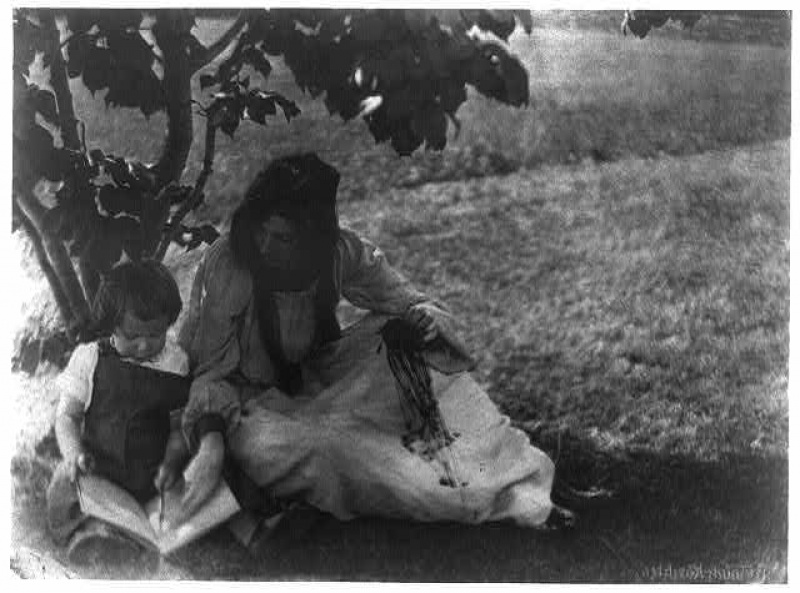
The picturebook, 1903
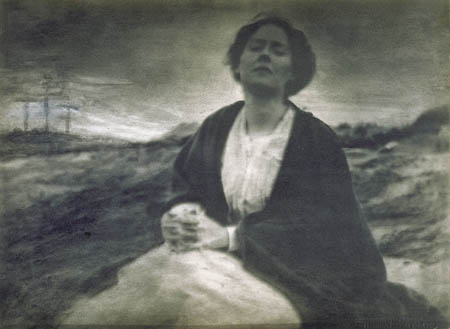
The heritage of motherhood, 1910
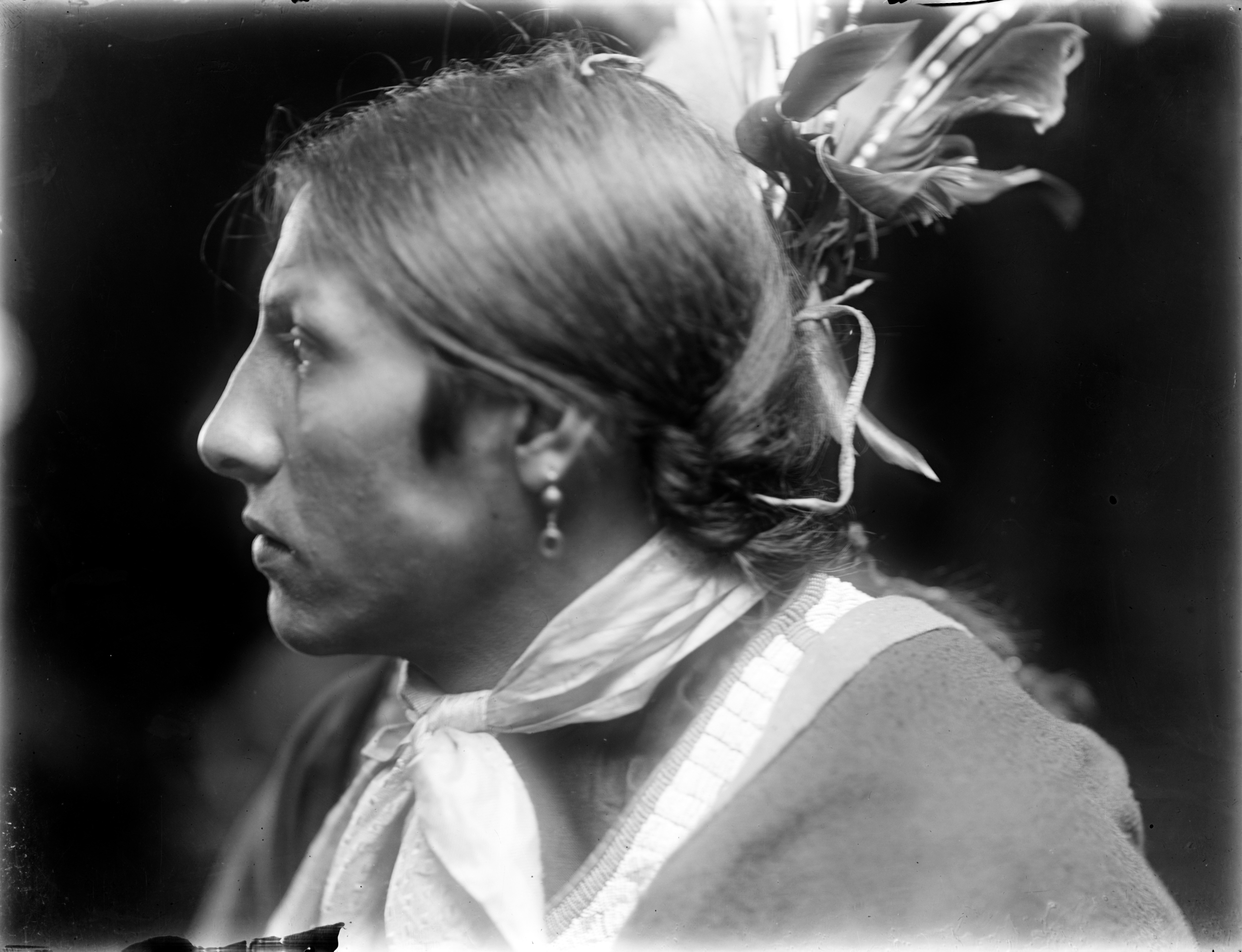
Amos Two Bulls, Dakota Sioux, 1900